# Cyclopinodes belgicae
Cyclopinodes belgicae är en kräftdjursart som beskrevs av Lindberg 1953. Cyclopinodes belgicae ingår i släktet Cyclopinodes och familjen Cyclopinidae. Inga underarter finns listade i Catalogue of Life.